# Argolibio (parroquia)
Argolibio (Samartín en asturiano y oficialmente) es una parroquia del concejo de Amieva, Principado de Asturias, España.
Tiene un total de 163 habitantes y ocupa 10,41 km². Se halla a 340 metros de altitud, en la vertiente izquierda del río Sella, a 8 kilómetros de Sames, la capital del concejo.

## Entidades de población
Está formada por las siguientes localidades:
1. Argolibio (Argolibiu)
2. Ceneya
3. Cien
4. Vega de Cien
5. Campurriondi
6. Los Caneyones
7. Carmeneru
8. La Mata
9. La Cetreda
10. La Fuente del Sapu (La Ḥuente'l Sapu)
11. Gorgoyones (Gorguyones)
12. El Molín de la Llastra
13. Palombiega (Palombierga)
14. El Puente Vega (Puente de Vega)
15. Rañes
16. La Teyera
17. Vega de Camporriondi (La Vega)